# 디 벨트

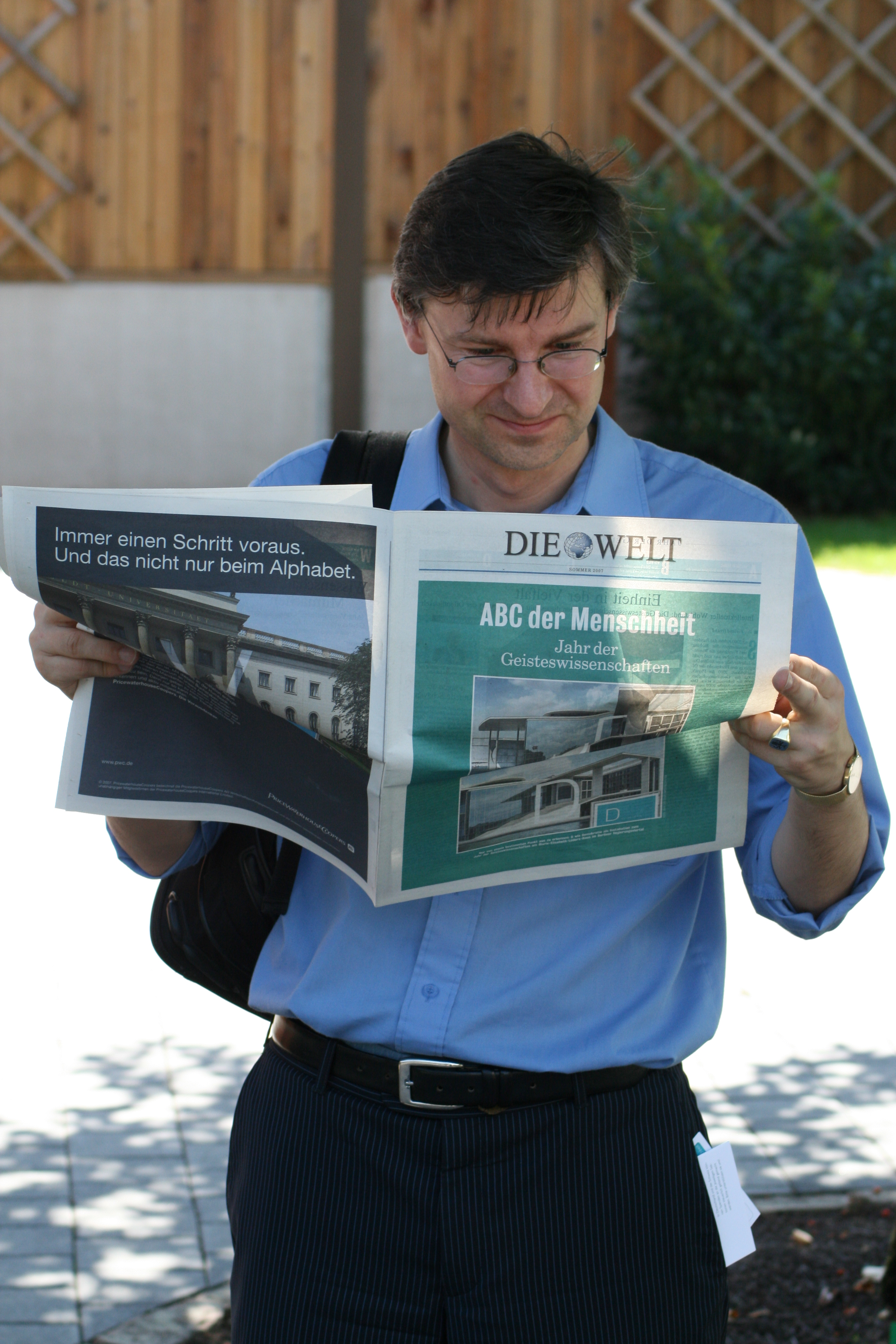

디 벨트(독일어: Die Welt)는 독일 베를린에서 발간되는 신문으로 독일 내에서 영향력이 큰 신문사들중 하나이다. 1946년 함부르크에서 더 타임즈지의 영향을 받아 창간되어, 자유주의와 세계화 등을 편집 방침으로 삼았다. 영문발행도 한다.

## 같이 보기
- 베를리너 모르겐포스트